# Comuna Podil, Velîka Bahacika
Podil (în ucraineană Поділ) este o comună în raionul Velîka Bahacika, regiunea Poltava, Ucraina, formată din satele Ohîrivka și Podil (reședința).

## Demografie
Componența lingvistică a comunei Podil
     Ucraineană (96,77%)
     Rusă (2%)
     Alte limbi (1,15%)
Conform recensământului din 2001, majoritatea populației comunei Podil era vorbitoare de ucraineană (96,77%), existând în minoritate și vorbitori de rusă (2%).